# T. J. Warren
Anthony „T. J.“ Warren Jr. (* 5. September 1993 in Durham, North Carolina) ist ein US-amerikanischer Basketballspieler, der zuletzt für die Minnesota Timberwolves in der NBA spielte.

## Karriere
Warren verließ das Wolfpack der North Carolina State University nach zwei Jahren. Er führte in seinem Sophomore-Jahr die ACC-Conference in Punkten, mit 24,9 pro Spiel an. Dafür wurde er als ACC-Player of the Year ausgezeichnet. Anschließend meldete er sich zum NBA-Draft an.
Beim NBA-Draft 2014 wurde er von den Phoenix Suns an 14. Stelle ausgewählt. Er etablierte sich bald darauf in der Rotation der Suns als Spieler, der von der Bank verlässlich punkten konnte. Am 2. Februar 2016 brach er sich in einem Spiel gegen die New York Knicks den rechten Fuß und verpasste in der Folge den Rest der Spielzeit 15/16.
Nach seiner Rückkehr zum Start der Spielzeit 16/17 wurde er aufgrund einer Verletzung von P. J. Tucker zum Starter auf der Small-Forward Position ernannt. Aufgrund seiner konstanten Leistungen in der Offensive behielt er diese Position auch nach der Rückkehr von Tucker. Vor Beginn der Saison 17/18 unterzeichnete Warren eine Vertragsverlängerung bei den Suns über vier Jahre und $50 Mio.
Während der NBA-Off-Season im Juni 2019 wurde Warren zu den Indiana Pacers transferiert.

## Karriere-Statistiken

### NBA

#### Reguläre Saison
| Saison  | Team    | GP  | GS  | MPG  | FG%  | 3P%  | FT%  | RPG | APG | SPG | BPG | PPG  |
| ------- | ------- | --- | --- | ---- | ---- | ---- | ---- | --- | --- | --- | --- | ---- |
| 2014/15 | Phoenix | 40  | 1   | 15.4 | .528 | .238 | .737 | 2.1 | 0.6 | 0.5 | 0.2 | 6.1  |
| 2015/16 | Phoenix | 47  | 4   | 22.8 | .501 | .400 | .703 | 3.1 | 0.9 | 0.8 | 0.3 | 11.0 |
| 2016/17 | Phoenix | 66  | 59  | 31.0 | .495 | .263 | .773 | 5.1 | 1.1 | 1.2 | 0.6 | 14.4 |
| 2017/18 | Phoenix | 65  | 65  | 33.0 | .498 | .222 | .757 | 5.1 | 1.3 | 1.0 | 0.6 | 19.6 |
| 2018/19 | Phoenix | 43  | 36  | 31.6 | .486 | .428 | .815 | 4.0 | 1.5 | 1.2 | 0.7 | 18.0 |
| 2019/20 | Indiana | 67  | 67  | 32.9 | .536 | .403 | .819 | 4.2 | 1.5 | 1.2 | 0.5 | 19.8 |
| 2020–21 | Indiana | 4   | 4   | 29.3 | .529 | .000 | .800 | 3.5 | 1.3 | 0.5 | 0.0 | 15.5 |
| Gesamt  | Gesamt  | 332 | 236 | 28.8 | .507 | .357 | .780 | 4.1 | 1.2 | 1.0 | 0.5 | 15.5 |

#### Play-offs
| Saison  | Team    | GP | GS | MPG  | FG % | 3P % | FT %  | RPG | APG | SPG | BPG | PPG  |
| ------- | ------- | -- | -- | ---- | ---- | ---- | ----- | --- | --- | --- | --- | ---- |
| 2019/20 | Indiana | 4  | 4  | 39.0 | .471 | .368 | 1.000 | 6.3 | 3.0 | 2.3 | 0.3 | 20.0 |
| Gesamt  | Gesamt  | 4  | 4  | 39.0 | .471 | .368 | 1.000 | 6.3 | 3.0 | 2.3 | 0.3 | 20.0 |